# وقائع مغربية
وقائع مغربية (بالفرنسية: Chroniques marocaines) هو فيلم مغربي أنتج عام 1999 من إخراج مؤمن سميحي.

## الملخص
في المدينة القديمة لفاس، تروي أم لابنها ثلاث حكايات؛ الأولى تدور حول رجل يمتلك قرد يقدم عروض في ساحة جامع الفنا وثلاثة أولاد. أما الثانية فهي لقاء حب بين شاب وشابة بمدينة الصويرة. ثم تأتي قصة صياد عجوز من طنجة، يتعرض للسخرية من قبل رفاقه لاعتقاده أنه يستطيع العثور على كنز في أحشاء وحش البحر.

## الطاقم الفني
- عائشه مهمه
- طارق جميل
- ميلود حبشي
- سمية أكعبون
- محمد التيمومي

## الروابط الخارجية
- Chroniques marocaines 1999 film  في قاعدة بيانات الأفلام على الإنترنت (بالإنجليزية)